# Altendorf (Landkreis Bamberg)
Altendorf ist eine Gemeinde im oberfränkischen Landkreis Bamberg und zählt zur Metropolregion Nürnberg.

## Geografie
Die Gemeinde liegt im Regnitztal im Süden des Landkreises Bamberg, grenzt an den Landkreis Forchheim und hat mit Altendorf sowie Seußling zwei Gemeindeteile. Durch das Gemeindegebiet fließt die Regnitz. Der Main-Donau-Kanal führt unweit des Flusses von Bamberg kommend weiter in Richtung Kelheim. Im Südosten, östlich des Kanals liegt die Tongrube der Firma Liapor (Firmensitz Hallerndorf-Pautzfeld).
Mit über 15 % des Gemeindegebietes bilden u. a. die vielen Baggerseen um Altendorf die Wasserflächen der Gemeinde. Altendorf liegt in der Planungsregion Oberfranken-West.

### Nachbargemeinden
Angrenzende Gemeinden sind:
|                                   | Hirschaid                                   |            |
|                                   | Kompassrose, die auf Nachbargemeinden zeigt | Buttenheim |
| Hallerndorf (Landkreis Forchheim) | Eggolsheim (Landkreis Forchheim)            |            |

### Gemeindegliederung
Altendorf hat zwei Gemeindeteile (in Klammern sind der Siedlungstyp und die Einwohnerzahlen Stand: 30. Dezember 2011 angegeben):
- Altendorf (Kirchdorf, 1549)
- Seußling (Pfarrdorf, 523)

Es gibt die Gemarkungen Altendorf und Seußling.

## Geschichte

### Bis zur Gemeindegründung

Siedlungsgebiete 50 n. Chr.

Zahlreiche Funde aus der Keltenzeit beweisen die frühe Besiedlung. Um die Zeitenwende drangen Elbgermanen in die Gegend ein. Ein germanisches Gräberfeld im Bereich des Neubert-Baggersees wurde rund 450 Jahre lange genutzt. Um das Jahr 50 lag der Ort mitten im Siedlungsgebiet des Stammes der Narisker.
Während Altendorf als slawisches Runddorf erstmals im Jahre 1096 erwähnt wurde, wurde der Ortsteil Seußling bereits ab 800 als Kirchdorf genannt. Hier stand eine der 14 Slawenkirchen aus der Zeit der Slawenmission Karls des Großen. Der Pfarrsprengel Seußlings reichte bis weit in den Steigerwald hinein.
Altendorf gehörte vor der Säkularisation zum Hochstift Bamberg und ab 1500 auch zum Fränkischen Reichskreis. Seit dem Reichsdeputationshauptschluss von 1803 gehört der Ort zu Bayern. Im Zuge der Verwaltungsreformen in Bayern entstand mit dem Gemeindeedikt von 1818 die heutige Gemeinde.

### 19. und 20. Jahrhundert
Seit 1840 führte der Ludwig-Donau-Main-Kanal direkt an Altendorf vorbei. In den 1960er Jahren wurde er dort mit dem Main-Donau-Kanal überbaut.

### Religion
Die katholische Kirche in Altendorf ist eine Filialkirche von Sankt Bartholomäus in Buttenheim.
Auf dem Gemeindegebiet gibt es noch die katholische Pfarrgemeinde St. Sigismund Seußling. Diese erhielt ihr Patronat, als Kaiser Karl IV. im Jahr 1354 die Gebeine des Heiligen aus Saint Maurice im Schweizer Kanton Wallis nach Prag überführen ließ. Der Schrein wurde auch in Seußling niedergestellt. Dabei blieb ein Arm des toten Königs als Reliquie in der Pfarrkirche.
Laut Zensus am 9. Mai 2011 sind 75,7 % der Einwohner römisch-katholisch und 11,5 % evangelisch-lutherisch. 12,8 % haben eine andere Religion oder sind konfessionslos.

### Eingemeindungen
Am 1. Mai 1978 wurde die Gemeinde Seußling eingegliedert.

### Verwaltungsgemeinschaft
1978 wurde die Verwaltungsgemeinschaft Buttenheim, bestehend aus Buttenheim und Altendorf, gegründet. Am 1. Januar 2002 wurde diese Körperschaft aufgelöst, seither haben beide Gemeinden eine eigene Verwaltung.

### Einwohnerentwicklung
| Jahr      | 1961 | 1970 | 1987 | 1991 | 1995 | 2000 | 2005 | 2010 | 2015 |
| --------- | ---- | ---- | ---- | ---- | ---- | ---- | ---- | ---- | ---- |
| Einwohner | 0937 | 1274 | 1542 | 1660 | 1781 | 2006 | 2024 | 1993 | 2026 |

Der Bevölkerungszuwachs betrug von 1961 bis 1970 36 Prozent. Dies ist auf die verkehrsgünstige Lage und die Erschließung umfangreicher Neubaugebiete zurückzuführen.
Im Zeitraum von 1988 bis 2018 wuchs die Gemeinde von 1593 auf 2120 um 527 Einwohner bzw. um 33,1 %.

## Politik

### Gemeinderat
Die Wahlbeteiligung der letzten Kommunalwahl 2020 lag in Altendorf bei 58,4 %. Der Altendorfer Gemeinderat setzt sich seit dem aus Vertretern folgender Parteien und Wählergemeinschaften zusammen (2014, 2008, 2002):
- Freie Wählergemeinschaft Seußling (FWS) 25,7 % – 4 Sitze (3, 3, 3)
- Zum Wohle der Bürger (ZWdB) 24,2 % – 3 Sitze (3, 4,3)
- CSU 22,3 % – 3 Sitze (3, 3,4)
- Unabhängiger Bürgerblock (UBB) 16,2 % – 2 Sitze (3, 3, 3)
- Aktive Bürger (AKB) 11,6 % – 2 Sitze (2, 1, 1)

### Bürgermeister
Erster Bürgermeister ist seit 1. Mai 2008 Karl-Heinz Wagner (CSU). Dieser wurde mit 90,26 % der Stimmen ohne Gegenkandidaten zum Bürgermeister gewählt und 2014 und 2020 ebenfalls ohne Gegenkandidaten mit 89,66 % bzw. 80,25 % wiedergewählt. Sein Vorgänger war Wolfgang Rössler vom Unabhängigen Bürgerblock (UBB).

### Wappen
| | Blasonierung: „Unter rotem Schildhaupt, darin ein waagrechter silberner Schlüssel, in Gold ein schwarzes Pferd.“ |
| Wappenbegründung: Das schwarze Pferd findet sich bereits auf einer silbernen Münze, die auf Siedlungsgelände der Kelten gefunden und vermutlich um das Jahr 80 v. Chr. geprägt wurde. Der silberne Schlüssel im Kopf des Wappens weist auf die Verbindung zum Adelsgeschlecht der Schlüsselberger hin. Wappenführung seit 1969. | |

## Kultur und Sehenswürdigkeiten

### Bauwerke
Der Egloffsteiner Hof stammt aus dem Jahr 1510 und die Altendorfer Mühle aus dem 18. Jahrhundert.

### Regelmäßige Veranstaltungen
Jedes Jahr im Oktober findet in Altendorf, wo Kürbisse im großen Stil angebaut werden, das traditionelle Kürbisfest statt.

## Wirtschaft und Infrastruktur

### Wirtschaft einschließlich Land- und Forstwirtschaft
Im Jahr 2017 gibt es 946 Sozialversicherungspflichtige am Wohnort, bei insgesamt 1028 Beschäftigten am Arbeitsort. In der Gemeinde sind 5 Gewerbebetriebe einer Größe von über 20 Arbeitnehmern ansässig, in denen 831 Menschen arbeiten. Gab es in 2003 noch 11 landwirtschaftliche Betriebe mit einer genutzten Fläche über 5 ha, sind es in 2016 nur noch 4 dieser Größenordnung. Letztere und noch einige verbliebene Kleinstbetriebe nutzen die 380 ha landwirtschaftliche Fläche des 8,7 km² großen Gemeindegebietes.

### Verkehr
Direkt östlich von Altendorf verläuft die Bundesautobahn 73 (Bamberg-Nürnberg), die Anschlussstelle (Nr. 26) ist Buttenheim.
Durch den Ort, der im Gebiet des VGN liegt, führt seit 1844 die Bahnstrecke Nürnberg–Bamberg. Heute (Stand Dezember 2023) halten dort am Haltepunkt Buttenheim einmal die Stunde Züge der S-Bahn-Linie 1 sowie unregelmäßig Regionalzüge der Linien RE14 und insbesondere RB26.
Westlich liegt der Main-Donau-Kanal; die nächstgelegenen Nutzungsmöglichkeiten bieten die Häfen Eggolsheim weiter südlich.

### Freiwillige Feuerwehren
In Altendorf und Seußling gibt es Freiwillige Feuerwehren.

### Bildung
Es gibt folgende Einrichtungen (Stand: 2018):
- Eine Kindertageseinrichtung mit 145 genehmigten Plätzen, die in 2018 von 129 Kindern genutzt wurden.[15]
- Schulhaus Altendorf der Deichselbachschule Buttenheim mit erster und zweiter Klasse.[16]
- Seniorenhaus St. Marien[17]
- Gemeindebücherei